# Aucacris bullocki
Aucacris bullocki är en insektsart som beskrevs av Rehn, J.A.G. 1943. Aucacris bullocki ingår i släktet Aucacris och familjen Ommexechidae. Inga underarter finns listade i Catalogue of Life.